# مدفوع
مَدفوع (به انگلیسی: feces) پس‌مانده غذایی جانوران است که به شکل ماده‌ای خمیری و نیمه‌جامد از مجاری گوارشی بدن جانوران و از راه مقعد خارج می‌شود.

## نام‌ها
انواع نام‌های مدفوع جانوران بسته شرایط و صاحب مدفوع متفاوت است. در زبان عامیانه، نام‌های «گوه»، «گُه»، «گی»، «عَن» و «پی‌پی» برای توصیف مدفوع انسانی به کار می‌رود. اما بسیاری مدفوع‌های حیوانی بسته به گروه حیوان نام مخصوصی به خود گرفته‌اند. ازجمله اینکه مدفوع چهارپایان را «پِهِن» و «سِرگین»، مدفوع گاوسانان را «تاپاله» و مدفوع پرندگان را «فَضلِه» می‌نامند. همچنین مدفوع برخی از حیوانات نامی مخصوص به خود دارند. مانند «پِشگِل» که تنها برای مدفوع گوسفندان، «پیخال» که تنها برای مدفوع مرغان و عنبرنسارا تنها که برای مدفوع الاغ ماده به کار می‌رود.
در دیگر اصطلاحات عامیانه کمتر رایج، کلمات «سُندِه» (به معنای مدفوع سنگین) و کِکِه نیز برای اشاره به مدفوع انسانی به کار می‌رود. در فقه اسلامی، «غایط» را نیز برای توصیف مدفوع و نجاست به‌کار می‌برند.

## کاربرد

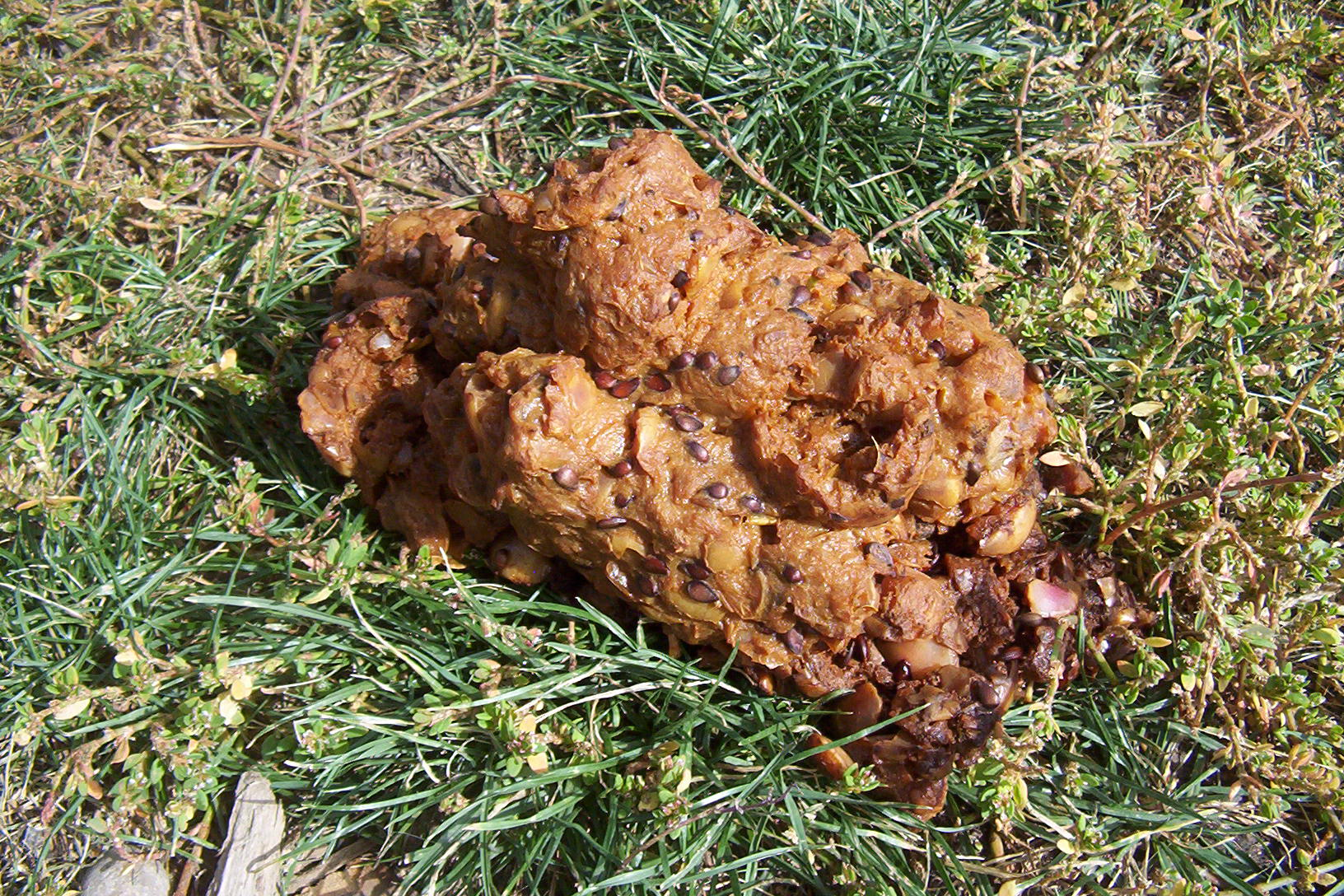
مدفوع تازهٔ خرس

با وجودی که مدفوع به‌عنوان بی‌استفاده‌ترین مواد از بدنِ موجودات شناخته می‌شود، اما این ماده به‌عنوان کود و سوخت مورد استفاده قرار می‌گیرد. از مدفوع گاو و گوسفند به‌عنوان کود حیوانی حتی در شهرها برای کاشتِ چمن پارک‌ها و کنار بزرگراه‌ها استفاده می‌شود. 
در بعضی کشورها، از مدفوع انسانی نیز به‌عنوان کود در مزارع کشاورزی استفاده می‌شود.
استفاده از مدفوع به‌عنوان سوخت نیز در برخی کشورها که مشکل تأمین سوخت دارند بسیار کاربردی است. از مدفوع گوسفند مستقیماً برای گرم کردن تنورهای نانوایی استفاده می‌شود. روستانشینان، ابتدا مدفوع گاو را به‌شکل قطعه‌های دایره شکلی به‌نام کَتَم درمی‌آورند و بعد از خشکاندنِ آنها در آفتاب، از آن برای گرم کردن اجاق‌های پخت‌وپز استفاده می‌کنند.

## انواع مدفوع انسان
نمودار مدفوع بریستول، مدفوع انسان را ازنظر شکل به هفت دسته تقسیم می‌کند. در این نمودار، انواع ۱ و ۲ نشان از یبوست دارند. نوع‌های ۳ و ۴ شکل‌های ایده‌آل مدفوع هستند. انواع ۵ تا ۷ نیز اسهال ملایم تا شدید را نشان می‌دهند. در این مورد هر یک از کودهای متفاوت دارای دسته‌بندی متفاوت‌تری از نظر رقت و میزان آنتی باکتریال‌ها هستند.

## مدفوع‌خواری
برخی جانوران، مانند خوکچه هندی، به دلیل ضعف دستگاه گوارش خود، مقداری از مواد موردنیاز بدن خودشان را دفع می‌کنند، و به همین خاطر به مدفوع‌خواری نیاز پیدا می‌کنند. خوکچهٔ هندی، بلافاصله پس از دفع مدفوع، آن را می‌خورَد. خوک، گاو و مرغ نیز ازجمله جانوران مدفوع‌خوار هستند.
انسان موجودی پیخال‌خوار نیست؛ اما بنا به دلایلی چون گرایش جنسیِ مدفوع دوستی، پزشکی و فرهنگی، پیخال‌خواری در انسان دیده می‌شود. پیخال‌خواری در برخی بیمارانِ مبتلا به روان‌پریشی یا اسکیزوفرنی و افسردگی دیده شده‌است.

## نگارخانه

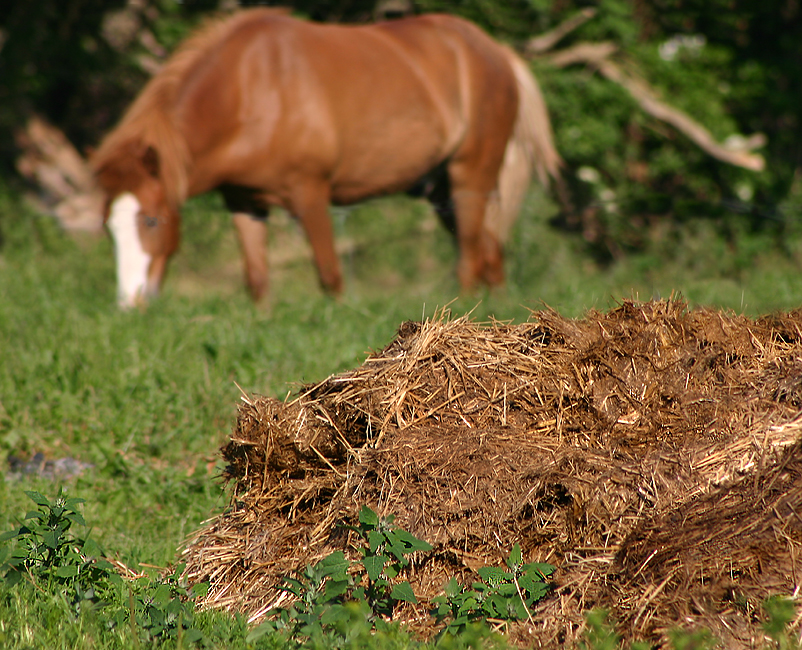
پهن اسب که به‌عنوان کود حیوانی استفاده می‌شود.
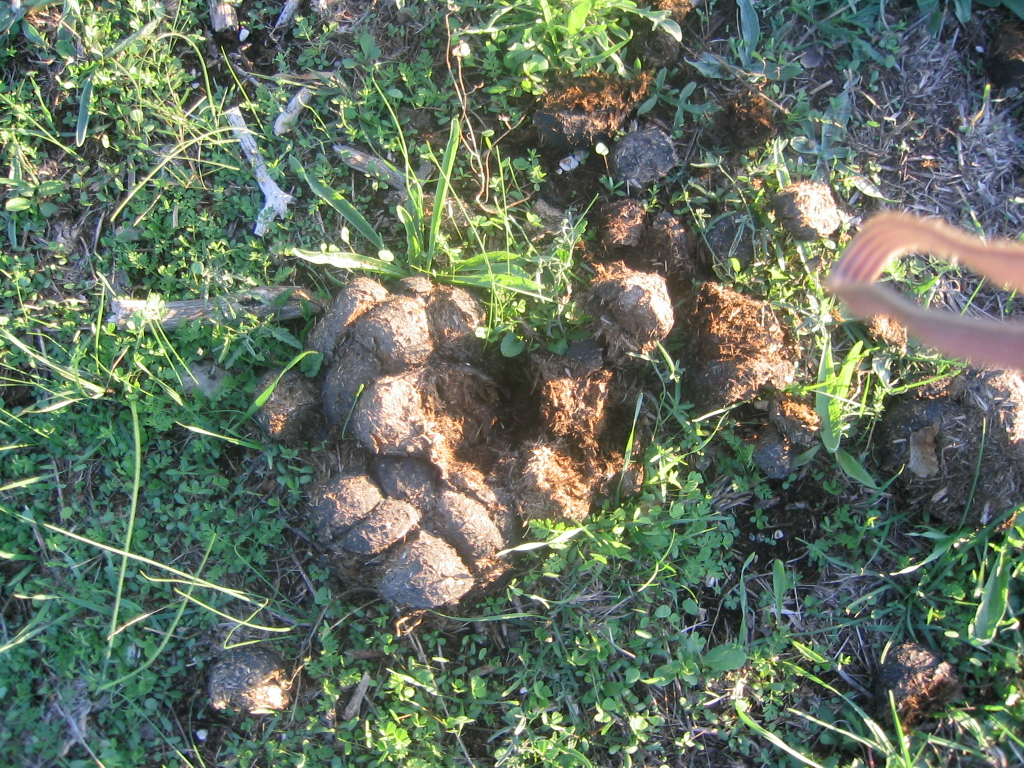
پهن قاطر
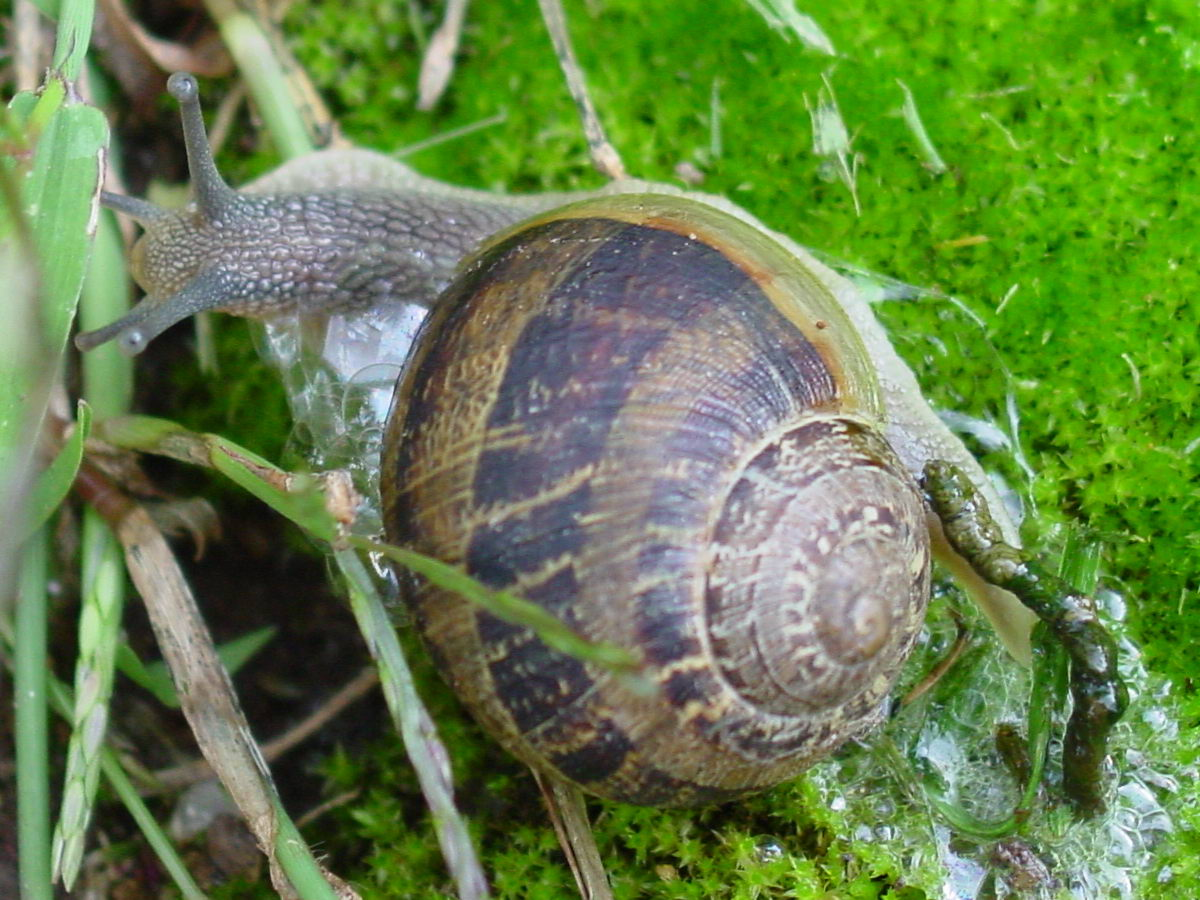
مدفوع حلزون
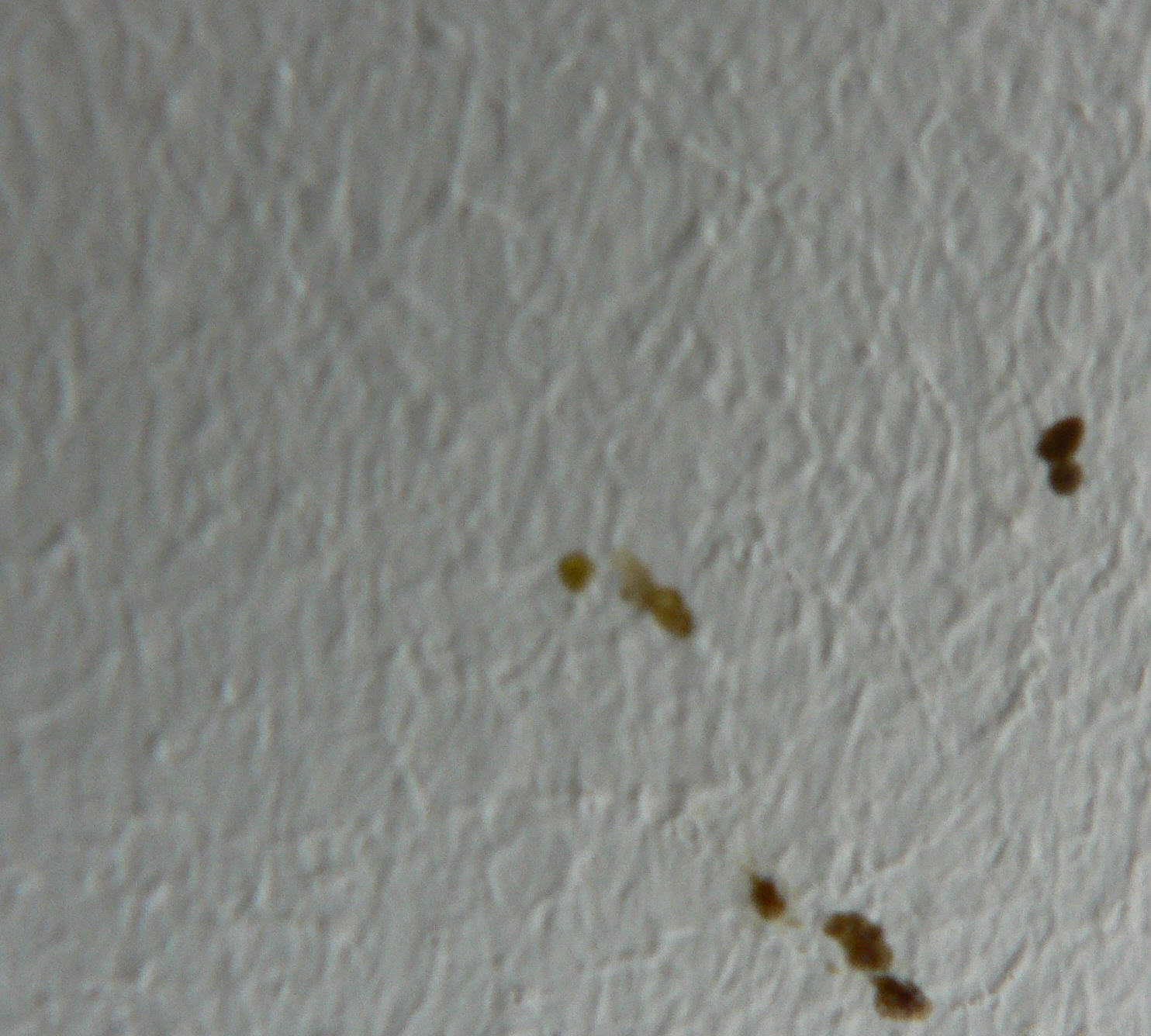
مدفوع مگس
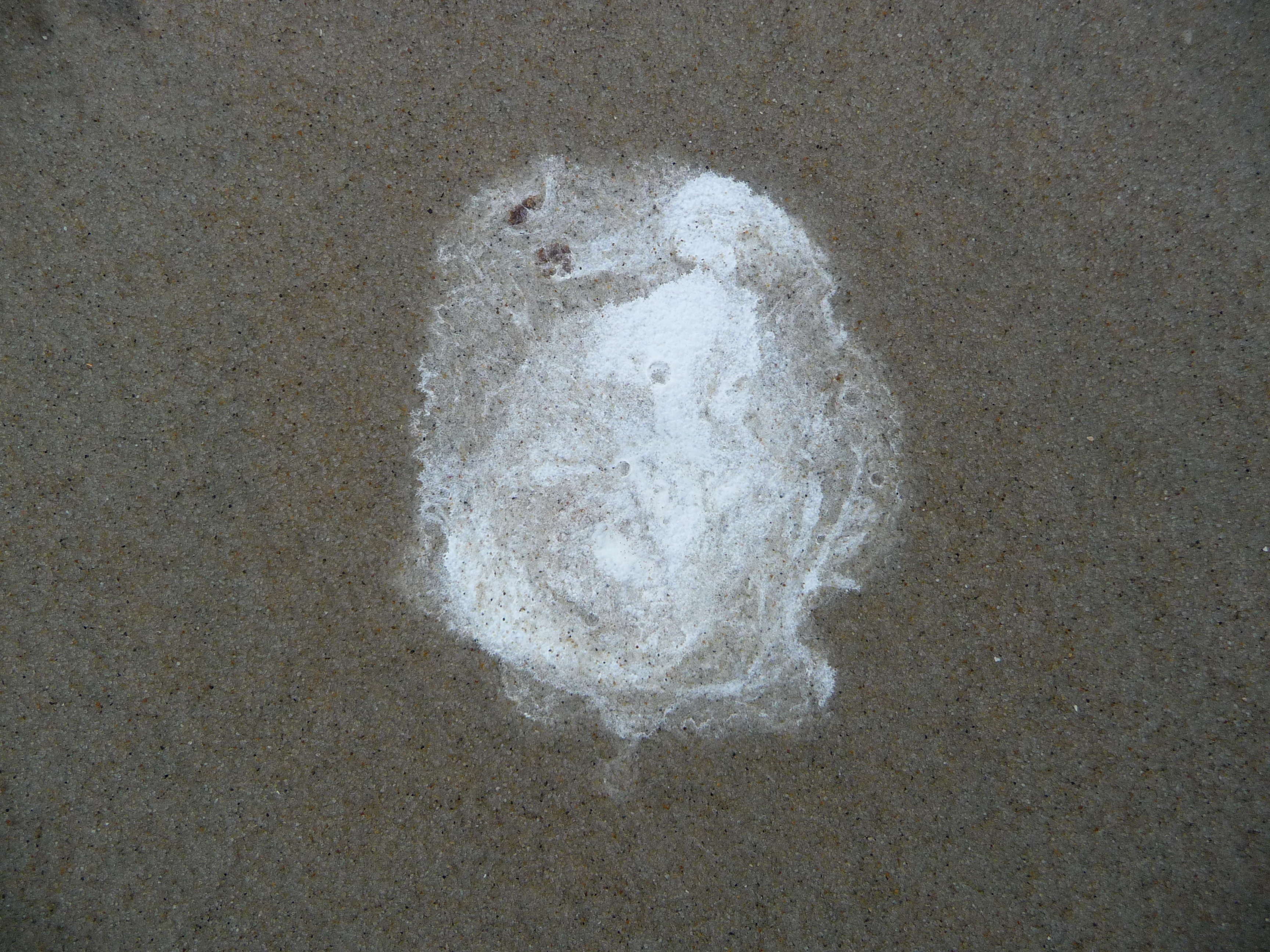
فضله مرغ دریایی
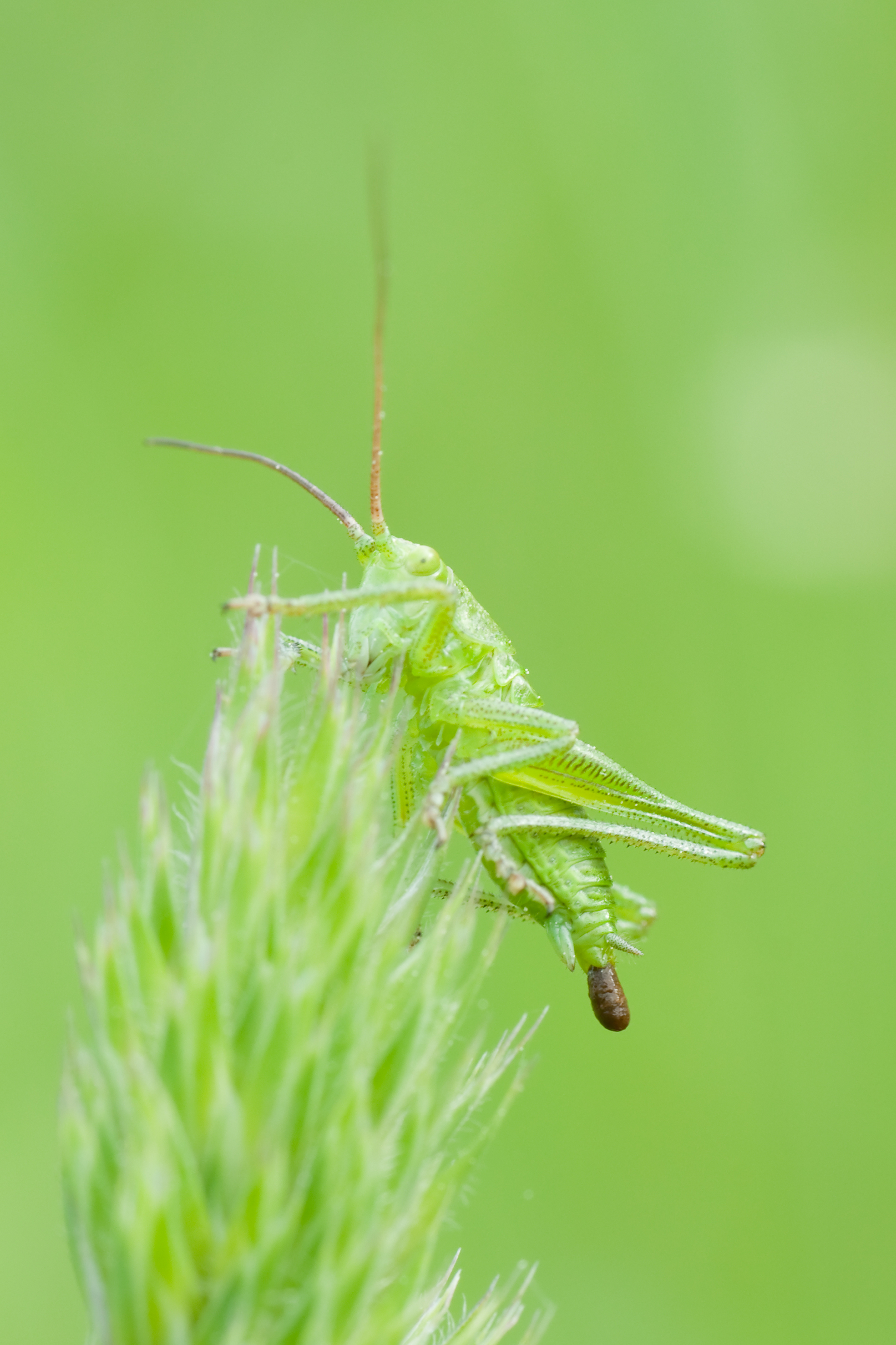
ملخ درحال مدفوع کردن